# Südafrikanische Badmintonmeisterschaft 1960
Die Südafrikanische Badmintonmeisterschaft 1960 fand in Johannesburg statt. Es war die zehnte Austragung der nationalen Titelkämpfe im Badminton in Südafrika.

## Titelträger
| Disziplin    | Sieger                  |
| ------------ | ----------------------- |
| Herreneinzel | C. Bartlett             |
| Dameneinzel  | M. D. Flynn             |
| Herrendoppel | C. Read David Powell    |
| Damendoppel  | M. D. Flynn Kay Buckle  |
| Mixed        | David Powell Kay Buckle |